# Гернгросс, Андрей Фёдорович
Андрей Фёдорович Гернгросс (нем. Heinrich von Gerngroß; ?—1807) — майор, герой сражения при Прейсиш-Эйлау.

## Биография
Происходил из белорусских дворян, брат генерал-майора Родиона Фёдоровича Гернгросса.
В чине майора Санкт-Петербургского драгунского полка принимал участие в кампании против французов в Восточной Пруссии и 26 апреля 1807 года был награждён орденом св. Георгия 4-й степени (№ 764 по кавалерскому списку Судравского и № 1779 по списку Григоровича — Степанова)
В воздаяние отличного мужества и храбрости, оказанных в сражении против французских войск 26 и 27 января при Прейсиш-Эйлау.
Также был награждён другими орденами Российской империи.
В этом сражении Гернгросс был тяжело ранен и скончался в том же 1807 году.